# María Cristina Gonzalo Pintor
María Cristina Gonzalo Pintor (Santander, 8 de junio de 1913-Madrid, 2005) fue una de las tres primeras licenciadas en arquitectura en España, además de ser también una de las primeras meteorólogas de España.

## Primeros años
María Cristina Gonzalo Pintor, nació en Santander, el 8 de junio de 1913, aunque se trasladó a muy temprana edad a Madrid.
Gonzalo Pintor inició sus estudios universitarios antes del inicio de la guerra civil, perteneciendo a una generación de mujeres arquitectas como Matilde Ucelay y Rita Fernández Queimadelos, entre otras.
Con Matilde Ucelay coincidió en la Escuela Técnica Superior de Arquitectura de Madrid, cuyo edificio tuvo que ser adaptado para la presencia de mujeres en sus aulas y zonas de servicio.

## Trayectoria profesional
El inicio de la guerra civil le impidió poder licenciarse antes del año 1940 y una vez acabados sus estudios, se dio de alta en el Colegio Oficial de Arquitectos de Madrid, colegio al que perteneció hasta 1984, llegando a contar con más de cuarenta y tres años de antigüedad en la profesión. A partir de 1940 trabajó para la Dirección de Ciudades Devastadas, en donde trabajó también Rita Fernández Queimadelos.
Continuó estudiando para obtener el doctorado, siendo una de las primeras doctoras en Arquitectura de España, titulación que obtuvo en febrero de 1967. Al tiempo se licenció en Ciencias Físicas y Matemáticas, en la Universidad de Madrid. Tras estos estudios fue la segunda mujer que ingresó por oposición en el Cuerpo Superior del Instituto Nacional de Meteorología, por lo que accedió además al grado militar de comandante de aviación.
Se trasladó a Santander antes del inicio de la guerra civil y desempeñó toda su actividad profesional en Cantabria. Trabajó en el Observatorio Meteorológico de Santander y fue responsable del servicio meteorológico del Aeropuerto de Parayas hasta el momento de su jubilación el 31 de diciembre de 1978.
En 1946 fue nombrada arquitecta de control del Colegio Oficial de Arquitectos de Cantabria, cargo que desempeñó hasta su baja definitiva del colegio. Fue arquitecto municipal de Los Corrales de Buelna y realizó numerosas viviendas y casas unifamiliares en esta y otras localidades de Cantabria (Santander, Comillas, Castro Urdiales, etc.).
Se casó con Ángel Ausín Careaga, nacido en Bilbao, con quien tuvo tres hijos.Gran amante de los deportes, sobre todo del esquí,  participó en un campeonato nacional de esquí en Candanchú con Lilí Álvarez, una de las pioneras del deporte en España.
Falleció en Madrid en el año 2005.